# Burning Sea
Burning Sea (z ang. "Płonące morze") – czwarty album Daniela Spaleniaka z jego muzyką pochodzącą z różnych produkcji filmowych (z „Elementary”, „Good Behavior”, „Ozark”, czy „The Path”), wydany 15 lutego 2019 przez oficynę Antena Krzyku w wersji winylowej, cyfrowej oraz CD, promowany singlem o tym samym tytule (tu na skrzypcach zagrał Tomasz Mreńca). Płyta uzyskała nominację do Fryderyka 2020 w kategorii «Album Roku Muzyka Ilustracyjna».

## Lista utworów
| Nr  | Tytuł utworu         | Długość |
| --- | -------------------- | ------- |
| 1.  | „Intro”              | 1:22    |
| 2.  | „City by Night”      | 1:37    |
| 3.  | „Borderlands”        | 2:14    |
| 4.  | „Enter the Void”     | 2:12    |
| 5.  | „Two Days Six Hours” | 3:29    |
| 6.  | „Train”              | 2:12    |
| 7.  | „Fire”               | 1:53    |
| 8.  | „Tape 2”             | 1:24    |
| 9.  | „Suspension”         | 5:22    |
| 10. | „Dawn”               | 2:12    |
| 11. | „Burning Sea”        | 4:48    |
|     |                      | 28:45   |